# Micro-région de Kunszentmárton
La micro-région de Kunszentmárton (en hongrois : kunszentmártoni kistérség) est une micro-région statistique hongroise rassemblant plusieurs localités autour de Kunszentmárton.